# Igreja Presbiteriana Fundamentalista Bíblica
A Igreja Presbiteriana Fundamentalista Bíblica (em espanhol Iglesia Presbiteriana Fundamentalista Bíblica) é uma denominação reformada, que surgiu no Chile em 1960, a partir de uma separação da Igreja Presbiteriana Nacional do Chile. 

## História
O presbiterianismo chegou ao Chile por meio de missionários norte-americanos, a primeira igreja a se instalar no país foi a Igreja Presbiteriana Unida nos Estados Unidos da América, a partir da missão do Reverendo Dr. David Trumbull. Por meio desta missão surgiu a atual Igreja Presbiteriana do Chile, contudo, esta esteve ligada ao presbitério de Nova Iorque até 1964.
A partir das controvérsias que surgiram nas igrejas presbiterianas norte-americanas entre fundamentalistas e liberais, surgiram também no Chile, grupos descontentes com a igreja do país. Além de buscaram uma igreja livre, totalmente nacional, os líderes mais jovens da igreja presbiteriana do pais perceberam uma visão elitista na denominação, de forma que, argumentavam eles, a igreja não buscava crescer e evangelizar.
Assim, em 1944, surgiu um grupo que se separou da igreja, formando a Igreja Presbiteriana Nacional do Chile. Em 1945 a igreja adotou o nome de Igreja Presbiteriana Nacional Evangélica e recebeu apoio de missionários coreanos, holandeses e australianos.
No ano de 1960, a igreja sofreu também uma cisão por conta de um novo foco na discussão entre fundamentalistas e liberais, que deu origem à Igreja Presbiteriana Fundamentalista Bíblica, que atualmente possui diversas congregações no país.
A Igreja Presbiteriana Fundamentalista Bíblica constitui-se atualmente de um presbitério com cerca de 42 congregações,, 500 membros e um seminário.

## Doutrina
A igreja é reformada, segue o sistema de governo presbiteriano e subscreve a Confissão de Fé de Westminster, e o Credo dos Apóstolos.
A igreja declara-se fundamentalista, ou seja, crê no nascimento virginal, ressurreição corporal, morte expiatória, divindade e o retorno futuro de Jesus. Além disso é conservadora no que tange a doutrina, e é oficialmente calvinista. Declara-se contra o mundanismo e ecumenismo.